# 1202
1202 (MCCII) je bilo navadno leto, ki se je po julijanskem koledarju začelo na torek.

## Dogodki

### Slovenija
- 10. avgust - Umrlega koroškega vojvodo Ulirika II., ki se je v Sveti deželi okužil z gobavostjo, nasledi mlajši brat in regent Bernard, ki vlada več kot pol stoletja. 1256 ↔

### Evropa

#### Angleško-francoska vojna 1202-1214
- Iz spora med angleškim kraljem Ivanom in vazalno hišo Lusignanskih iz Poitouja se razvije nova angleško-francoska vojna (1202-14). Ker se Ivan, ki je hkrati grof Poitouja, noče zagovarjati pred francoskim kraljem Filipom II., le-ta prepiše vse Ivanove fevde (Normandija, Anjou, Touraine, Poitou in severni del Akvitanije), ki so v domeni francoske krone, na bretonskega vojvodo (in Ivanovega nečaka) Arturja I.↓
- 1. avgust → Bitka pri Mirebauju: baron Hugo IX. Lusignanski in bretonski vojvoda Artur I. poskušata zavzeti grad Mirebau, v katerem se nahaja kraljica-mati Eleanora Akvitanska. Kralj Ivan z bliskovitim prodorom s severa zajame celotno bretonsko vojsko, vključno z vojvodo Arturjem, in odvrne lusignanske.
  - Z bretonskimi vojaškimi ujetniki ravnajo Angleži zelo kruto. Večina je izstradana do smrti. Ker je med umorjenimi bretonskimi plemiči veliko sorodnikov angleških baronov, začno le-ti prestopati na stran francoskega kralja.
- Do konca leta je Bretanija kljub ujetništvu vojvode Arturja ponovno na strani francoskega kralja. Pridruži se ji še grofija Anjou.

#### Četrta križarska vojna
- pomlad - V Benetkah, ki naj bi bile izhodišče za križarski napad na Egipt, dospe daleč premalo križarjev od prvotno predvidenih 33.500. Manjše križarske enote so iz ostalih evropskih pristanišč plule neodvisno od organizacije Benečanov in vodje Bonifacija Montferraškega.↓
- → Kljub temu, da je v Benetke prispelo manj kot polovico od prvotno obljubljenega števila križarjev, Benečani, ki jih vodi ostareli dož Enrico Dandolo, vztrajajo pri financiranju na podlagi podpisane pogodbe, saj sta gradnja in urjenje križarske flote močno obremenila benečansko trgovino.
- 13. maj - Sklenjen je tajen trgovski sporazum med Benetkami in egiptovskim ajubidskim podkraljem Al-Kamilom, ki Benečanom obljubi trgovske ugodnosti v zameno, če križarsko floto preusmerijo stran od Egipta.
- 24. junij - Datum izplutja: pogodba določa izplutje križarske flote, 50 bojnih ladij in 450 transportnih, ki naj bi odplule proti Egiptu, vendar odhod blokirajo Benečani, ki so prejeli daleč premajhno plačilo za delo, ki so ga opravili po pogodbi.
- 8. oktober - Križarska flota odpluje iz Benetk.
- 10.-23. november - Ker bi razpustitev flote prinesla še večje stroške, križarji na vztrajanje Benečanov nazadnje oblegajo in zavzamejo Zadar, ki je bil pod ogrsko nadoblastjo in hkrati katoliški.[1]
  - Odklon od zastavljenega cilja in napad na katoliški Zadar vznemiri papeža Inocenca III., ki Benečane in voditelje križarjev izobči. Voditelji križarskega pohoda križarski vojski zamolčijo papežovo pismo.
- Po obilnem plenjenju križarji v Zadru prezimijo. Nazadnje papež izobči zgolj Benečane, ki naj bi križarje zavedli od zastavljenega cilja. Medtem v zakulisju voditelji križarskega pohoda preusmerijo pozornost na bizantinski Konstantinopel, kjer naj bi na predlog in obljubljeno finančno pobudo Alekseja Angela odstranili cesarja Alekseja III. Angela in restavrirali oblast njegovega (zaprtega) očeta Izaka II. Angela. 1203 ↔

#### Ostalo po Evropi
- 9. marec - Umrlega norveškega kralja Sverra Sigurdssona nasledi njegov drugi nezakonski sin Haakon Sverresson, ki je vladal samo za dve leti, vendar je v tem času stabiliziral razmere na nemirnem Norveškem.
- 13. marec - Umrlega poljskega nadvojvodo Mješka III. Starega nasledi peti sin Vladislav III. Tankonogi.
- maj - Papež Inocenc III. naslovi na zähringenškega vojvodo Bertolda V. pismo z razlago o (pre)moči papeške nad cesarsko in vsako posvetno oblastjo.
- 12. november - Umrlega danskega kralja Knuta VI., starega šele 40 let, nasledi mlajši brat Valdemar II.
- 29. december - Umrlega černigovskega kneza Igorja Svjatoslaviča po rotacijskem nasledstvenem sistemu nasledi Oleg III.
- Cathala Carragha Ua Conchobairja, v nasledstveni bitki ubitega irskega kralja žepne kraljevine  Connacht, nasledi stric Cathal Crobhdearg Ua Conchobair.
- Umrlega nemškega ministeriala Markvarda iz Annweilerja, ki se mu je uspelo uvljaviti kot regent Kraljevine Siclije in s tem kot zaščitnik mladoletnega kralja Friderika II., nasledi kolega Vilijem iz Capparoneja, ki prav tako ne uživa podpore niti Inocenca niti hiše Hohenstaufen.
- Ustanovitev nemškega viteškega reda Livonsko bratstvo meča.
- Sin italijanskega trgovca, popotnik in matematik Leonardo iz Pize (kasneje imenovan Fibonacci) napiše prvenec Liber Abaci (Računska kniga), v katerem Evropi predstavi prednosti arabskih številk pred  takrat uveljavljenimi rimskimi. V delu prav tako prvi uporabi število nič.
- Srbija: Vukan Nemanjić postane novi veliki župan Raške, ko s pomočjo Madžarov odstavi brata Štefana, ki zbeži k Bolgarom. V zameno za prestol Vukan Madžarom ponudi vazalno prisego. 1203 ↔

### Azija
- 20. maj - Katastrofalen potres v Siriji. Ocenjena število smrtnih žrtev zaradi potresa je nekaj 10.000. Potres še poslabša položaj v širši regiji Levanta, čemur sledi več kot 1.000.000 mrtvih zaradi lakote in epidemij.
- 27. julij - Bitka pri Baisanu: gruzijska vojska pod vodstvom kneza Davida Soslana huje porazi ikonijske Seldžuke iz Sultanata Rum.
- Umrlega velikega mojstra vitezov hospitalcev Godfreja de Donjona nasledi Afonso de Portugal.
- Japonska: za šoguna je napoten 17-letni Minamoto Joriie. Ker je začel vladati po svoje, mu družina prepove ukvarjanje s politiko. 1203 ↔
- Mongolija: mongolski kan Temudžin odločujoče porazi Tatare in jih vključi v svoj osvajalni načrt.

### Afrika
- Zadnje leto izjemno nizkega poplavljanja reke Nil (1199-1202). Ker je bil Egipt pomembna žitnica Bližnjega vzhoda, sledi huda lakota z epidemijami.

## Rojstva
- 2. junij - Margareta II. Flandrijska, grofica Flandrije in Hainauta († 1280)
- Alfonz Molinski, princ Leona in Kastilije († 1272)
- Bonifacij II. Montferraški, markiz, titularni solunski kralj († 1253)
- Čin Džjušao, kitajski matematik  († 1261)
- Enni Benen, japonski zen budistični menih († 1280)
- Matilda II. Boulognjska, grofica, portugalska kraljica († 1260)

## Smrti
- 9. marec - Sverre Sigurdsson, norveški kralj (* 1145)
- 13. marec - Mješko III. Stari, poljski veliki knez (* 1138)
- 30. marec - Joahim iz Fiore, italijanski mistik in teolog  (* 1135)
- 10. avgust - Ulrik II. Spanheimski, koroški vojvoda (* 1176)
- 12. november - Knut VI., danski kralj (* 1163)
- 29. december - Igor Svjatoslavič, černigovski princ (* 1151)
- Alain de Lille, francoski teolog, pesnik (* 1116)
- André de Chauvigny, angleški vitez, križar (* 1150)
- Cathal Carragh Ua Conchobair, irski kralj Connachta
- Džakuren, japonski budistični menih, pesnik (* 1139)
- Evgenij iz Palerma, sicilski admiral, prevajalec, pesnik (* 1130)
- Geoffroy de Donjon, veliki mojster vitezov hospitalcev
- Joscio iz Tira, nadškof Tira, križar
- Markvard iz Annweilerja, nemški ministerial, regent Kraljevine Siclije
- Reginald Grenier, baron Sidona, križar (* 1130)